# Copa Pan-Americana de Voleibol Feminino Sub-23
A Copa Pan-Americana de Voleibol Feminino Sub-23 é uma competição continental organizada pela Confederação da América do Norte, Central e Caribe de Voleibol (NORCECA) e pela Confederação Sul-Americana de Voleibol (CSV). Começou a ser disputada no ano de 2012, no Peru, com a seleção da República Dominicana conquistando o título.

## Histórico
A primeira edição do torneio, realizada em Callao, no Peru, reuniu oito seleções das Américas: Argentina, Brasil, Cuba, Colômbia, Costa Rica, Canadá, República Dominicana, além do anfitrião. A República Dominicana sagrou-se campeã contando com diversas jogadoras que já defendiam sua seleção principal, não dando chances a nenhum rival na disputa pelo topo. O Brasil, país tradicional no vôlei, enviou sua equipe juvenil e ainda assim conseguiu conquistar a medalha de prata. No duelo sul-americano mais disputado da atualidade a Argentina conquistou a medalha de bronze ao vencer as donas de casa.
Em 2014, já em sua segunda edição, também realizada no Peru, desta vez em Ica e Chincha, a seleção dominicana pôde reforçar sua supremacia na categoria no continente ao conquistar seu segundo título. A promissora seleção da Colômbia conquistou a medalha de prata, seguida por Cuba, que completou o pódio ao conquistar o bronze ao bater a seleção anfitriã.
A terceira edição, novamente disputada no Peru, teve a participação de seis equipes: além das anfitriãs, as seleções da Argentina, da Costa Rica, de Cuba, da República Dominicana e de Trinidad & Tobago. Além do título, as equipes buscaram o direito de participar do Campeonato Mundial da categoria a ser disputado em 2017, na Eslovênia. Foram distribuídas duas vagas para as melhores equipes da NORCECA e uma para a melhor seleção sul-americana.

## Resultados
| Ano                          | Final                | Final  | Final     |            | Disputa do bronze | Disputa do bronze | Disputa do bronze |
| ---------------------------- | -------------------- | ------ | --------- | ---------- | ----------------- | ----------------- | ----------------- |
| Ano                          | Ouro                 | Placar | Prata     | Bronze     | Placar            | Quarto colocado   |                   |
| Lima 2012 Detalhes           | República Dominicana | 3–0    | Brasil    | Argentina  | 3–1               | Peru              |                   |
| Ica e Chincha 2014 Detalhes  | República Dominicana | 3–1    | Colômbia  | Cuba       | 3–1               | Peru              |                   |
| Lima e Cañete 2016 Detalhes  | República Dominicana | 3–0    | Argentina | Cuba       | 3–2               | Peru              |                   |
| Lima 2018 Detalhes           | República Dominicana | 3–0    | Peru      | Cuba       | 3–1               | México            |                   |
| Aguascalientes 2021 Detalhes | República Dominicana | 3–0    | México    | Porto Rico | 3–0               | Suriname          |                   |

## Quadro de medalhas
| Ordem | País                 | Medalha de ouro | Medalha de prata | Medalha de bronze |   |
| ----- | -------------------- | --------------- | ---------------- | ----------------- | - |
| 1     | República Dominicana | 5               | 0                | 0                 | 5 |
| 2     | Argentina            | 0               | 1                | 1                 | 2 |
| 3     | Brasil               | 0               | 1                | 0                 | 1 |
| 3     | Colômbia             | 0               | 1                | 0                 | 1 |
| 3     | México               | 0               | 1                | 0                 | 1 |
| 3     | Peru                 | 0               | 1                | 0                 | 1 |
| 7     | Cuba                 | 0               | 0                | 3                 | 3 |
| 8     | Porto Rico           | 0               | 0                | 1                 | 1 |

## MVPs por edição
- 2012 –  Yonkaira Peña[4]
- 2014 –  Brayelin Martínez[5]
- 2016 –  Brayelin Martínez[6]
- 2018 –  Gaila González
- 2021 –  Madeline Guillén[7]